# フリードリヒ・ハルトークス
フリードリヒ・ハルトークス（英: Friedrich Moritz Hartogs, 1874年5月20日 - 1943年8月18日）はユダヤ系ドイツ人の数学者。集合論や多変数複素函数論の基礎をなす業績で知られる。

## 生涯
ブリュッセルに商人の息子として生まれ、フランクフルト・アム・マインで育つ。彼はハノーバー工科大学・ベルリン大学・ミュンヘンのルートヴィヒ・マクシミリアン大学で学び、1903年に博士号を取得した。
1905年に教授資格を取得してからは私講師・臨時講師を勤めながらも数学の研究に没頭したが、化学が盛んな中での数学の地位の低さに加えて控え目な性格が災いして出世が遅れ、1927年になってルートヴィヒ・マクシミリアン大学教授に就任。しかしナチスの政権獲得によってユダヤ人であるハルトークスの地位は危うくなり、1935年に大学を解雇。1938年にはダッハウ強制収容所に送られたものの、ユダヤ人ではなかった妻との離婚に応じたことで解放される。その後も政治的圧力と差別・虐殺への恐怖で暮らし、結局1943年に睡眠薬自殺を遂げた。